# NGC 6578
NGC 6578 è una nebulosa planetaria relativamente debole (di magnitudine apparente 12,60) situata nella costellazione australe del Sagittario. Si trova ad una distanza di 8050 anni luce dalla Terra.
Nella Banda V, NGC 6578 si presenta con un nucleo brillante da cui derivano due bulbi di materiale che sembrano sfuggire da esso per un asse che passa per la stella centrale: questi lobi sono disposti assieme nelle regioni meno luminose dell'alone esterno; si pensa che questi lobi siano regioni molto meno delimitate dall'alone rispetto al nucleo.
Inoltre, ci sono alcuni noduli luminosi che sembrano essere associati con uno dei lobi suddetti: due di questi nodi sono vicini tra loro e sembrano essere collegati fisicamente. Tutti questi nodi sembrano avere delle "code" simili a quelle delle comete che puntano lontano dalla stella centrale e sono simili a quelli della Nebulosa Elica, ma molto meno numerosi.